# Jouko Suomalainen
Jouko Suomalainen (ur. 8 kwietnia 1949 w Kuopio) – piłkarz fiński, występujący na pozycji pomocnika.
W latach 1970–1978 rozegrał 54 mecze i strzelił 2 gole w reprezentacji Finlandii. Z zespołem Kuopion Palloseura w 1968 zdobył Puchar Finlandii. Został piłkarzem roku 1973 w Finlandii.